# Красный Яр (Рыбно-Слободский район)
Красный Яр — деревня в Рыбно-Слободском районе Татарстана. Входит в состав Шумбутского сельского поселения.

## География
Находится в центральной части Татарстана на расстоянии приблизительно 33 км на восток по прямой от районного центра поселка Рыбная Слобода на правом берегу Камы.

## История
Основана в 1950-х годах.

## Население
Постоянных жителей было: в 1970 году — 80, в 1989 — 26, в 2002 году 12 (татары 100 %), в 2010 году 2.